# Mevlana-Moschee (Ravensburg)

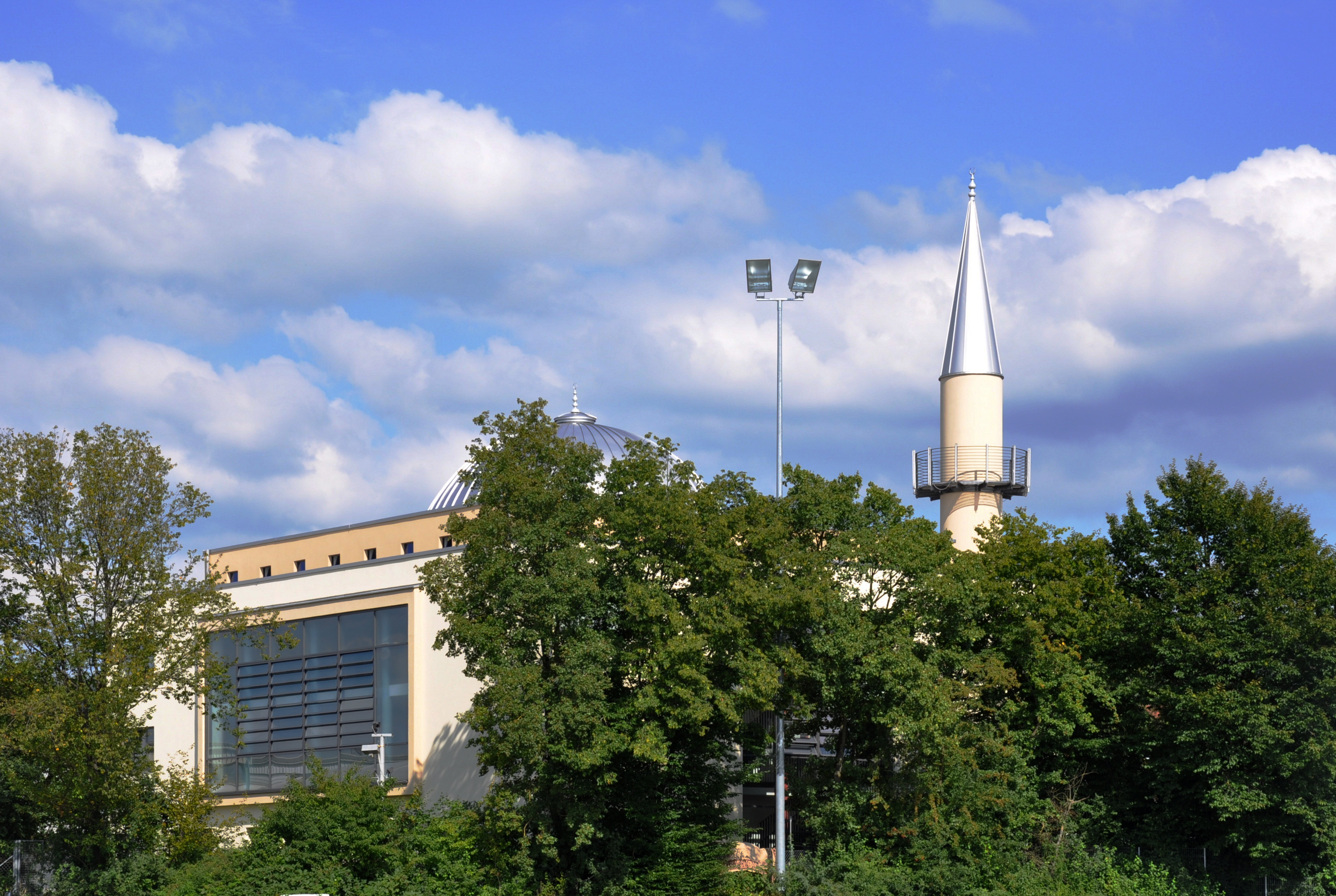
Mevlana-Moschee

Die Mevlana-Moschee (türkisch: Mevlana Camii) ist eine Moschee in Ravensburg.
Das 2225 m² große Grundstück an der Schützenstraße wurde 1987 erworben und der Diyanet-Stiftung gestiftet. Die Finanzierung erfolgte durch in den folgenden vier Jahren geleistete Spendengelder. Ein auf dem Grundstück liegendes Gebäude wurde umgebaut, um es für gemeinschaftliche Gebete zu nutzen. Im August 2002 wurde der Grundstein für den heutigen Gebäudekomplex des Ravensburger Architekten Volker Petzold gelegt, dessen Bau 2008 abgeschlossen wurde. Die Moschee, die nach dem islamischen Mystiker Dschalal ad-Din ar-Rumi benannt wurde, verfügt über eine Kapazität für rund 700 Betende und wird von der Türkisch-Islamischen Gemeinde zu Ravensburg e.V. betrieben. Neben einem Minarett und einem Gebetsraum mit Kuppel verfügt der Gebäudekomplex über Versammlungs- und Schulungsräume, Bibliothek, Küche und Waschräume.

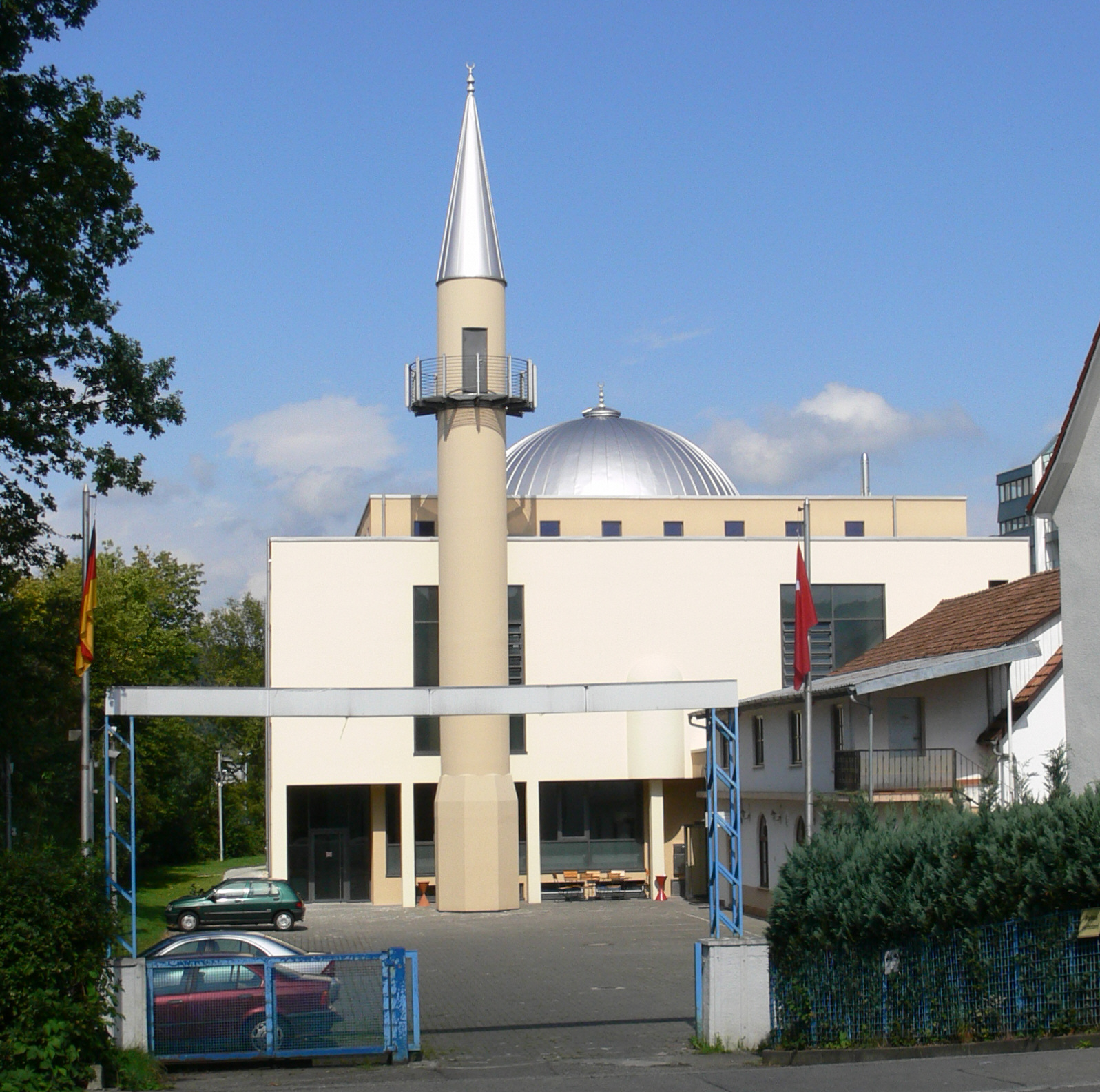
Außenansicht 2008
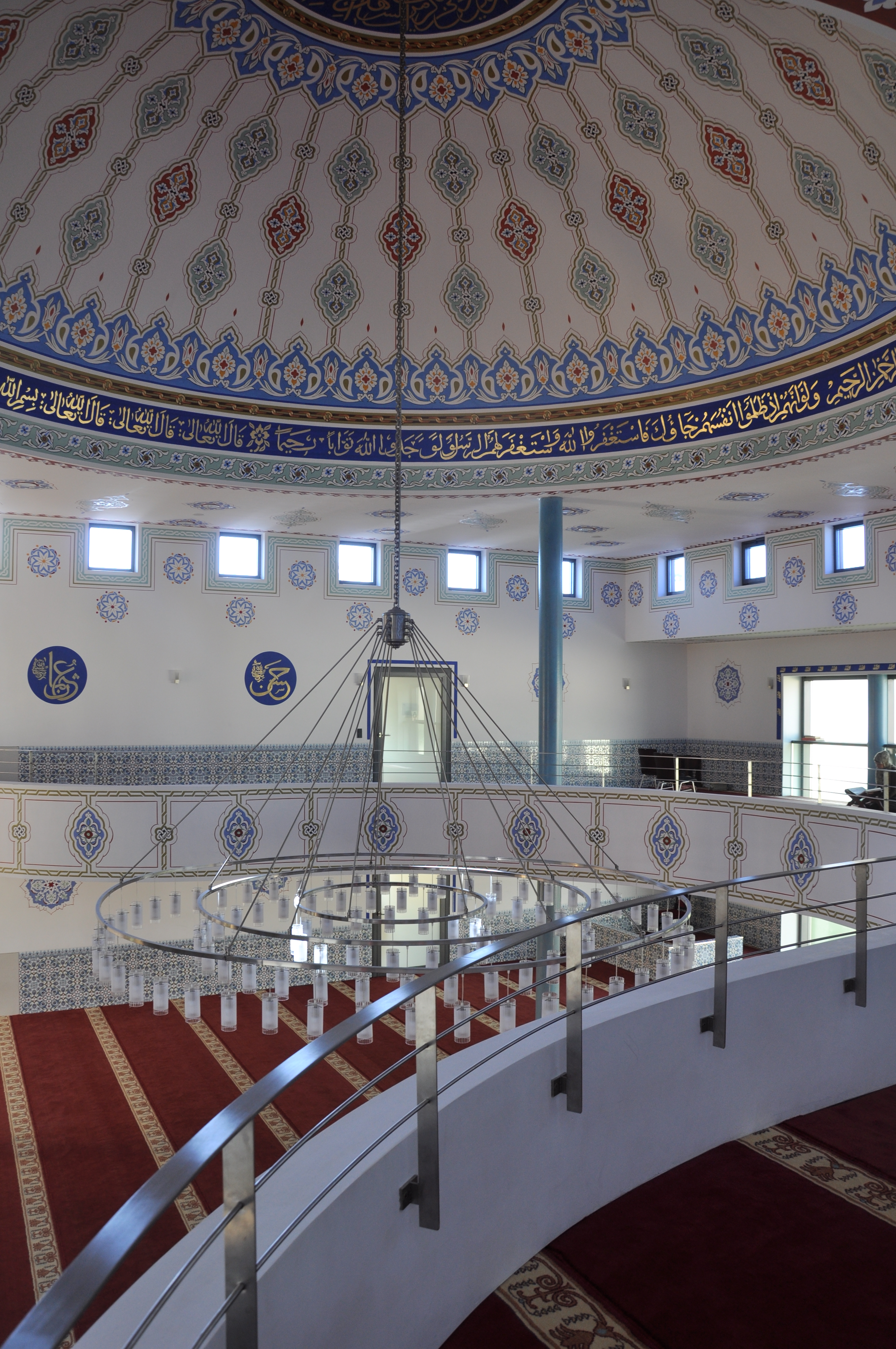
Kuppel, Gebetsraum und Empore
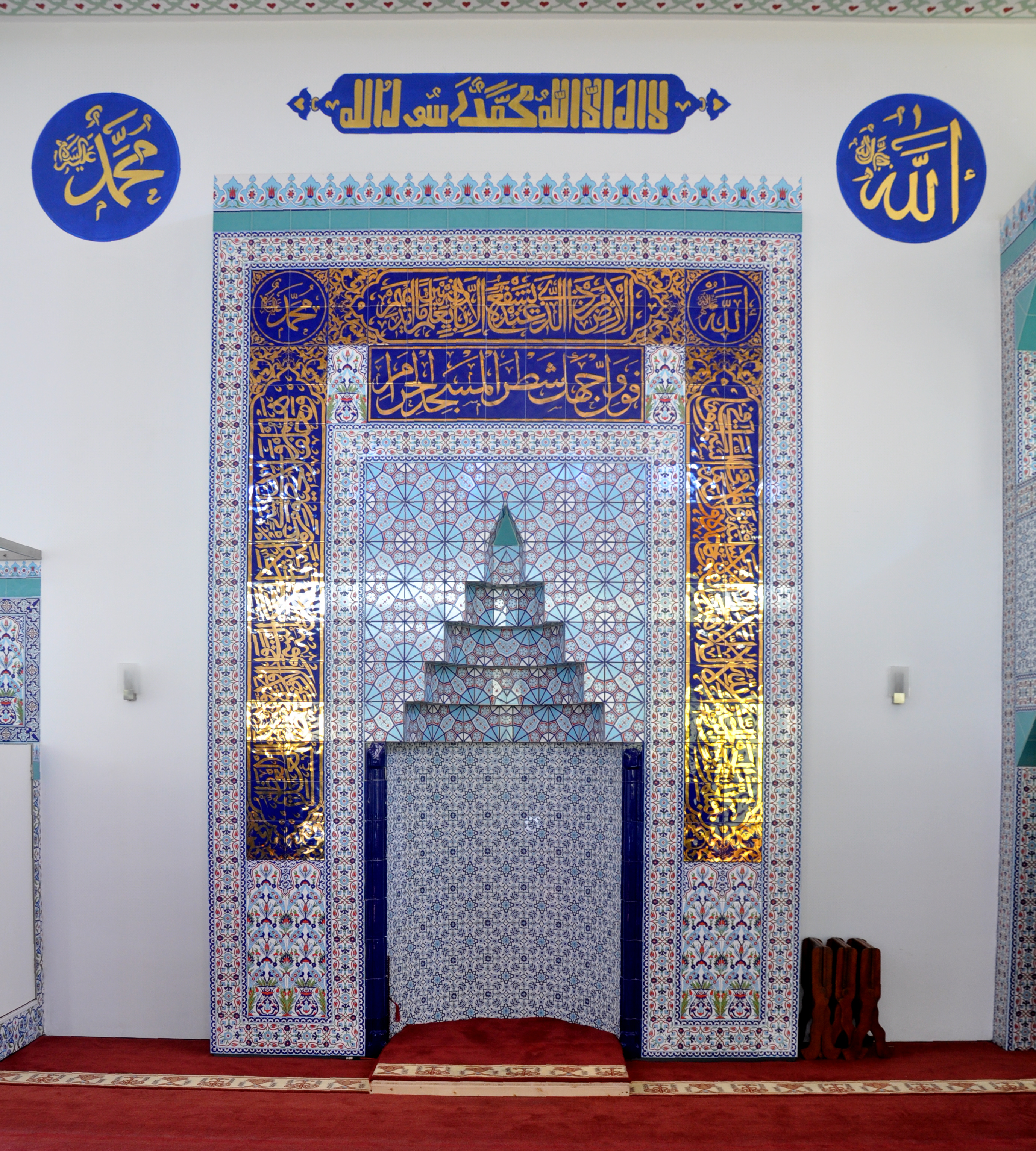
Mihrab (Gebetsnische)

Neben der Mevlana-Moschee gibt es mit der Fatih-Moschee noch eine weitere Moschee in Ravensburg.